# Хиль, Хулиан
Хулиан Элиас Хиль Бельтран (исп. Julián Elías Gil Beltrán, род. 13 июня 1970 года) ― пуэрториканский актер аргентинского происхождения, модель, бизнесмен и телеведущий.

## Ранние годы
Хотя Хулиан Хиль родился в Аргентине, некоторое время жил в Венесуэле. Он вырос в Пуэрто-Рико и считает себя пуэрториканцем. У него есть две сестры, Лорена и Патрисия.

## Карьера
В возрасте 20 лет Хиль начал свою карьеру на телевидении со своего собственного шоу «Квартира 52». На протяжении многих лет он работал в таких телевизионных сетях, как RCTV, Telemundo, Univision и Televisa. С 2001 по 2006 год снялся в нескольких сериалах, таких как "Марина", "Весь мир в огне", "Огонь в альме".
В 2006 году он принял участие в венесуэльском телесериале "Вперед, альто", где сыграл роль Халькона, это помогло ему выйти на международный уровень. В следующем году он присоединился к актерскому составу сериала «Загнанная» производства Venevisión и Univisión, где сыграл Панчолона.
С 2007 по 2011 год Хиль был членом жюри конкурса Nuestra Belleza Latina. В 2008 году он принял участие в фильме "Валерия", в то же время он получил свою первую роль антагониста на телевидении в теленовелле «Купленная любовь», где он сыграл Эстебана Рондеро. Затем он снялся в телесериале «Габриэль» вместе с Чейанной.
В 2008 году он получил свою первую главную роль в теленовелле «Лос Баррига». Он снялся вместе с актрисой Клаудией Бернинзон.
В 2009 году Хиль принял участие в теленовелле «Сортилья». В том же году он стал главным героем испанского сериала "Вальентес". В том же году он получил премию Калифа де Оро за лучшую мужскую роль.
В мае 2015 года Хиль официально сменил Фернандо Фиоре на посту главного тренера в «Спортивной республика».

## Личная жизнь
Хиль был женат на Бренде Торрес. У него есть дочь Николь и сын Жюль. В 2016 году у него были романтические отношения с Марджори Де Соуса, от которой у него родился сын по имени Матиас Грегорио Хиль де Соуса, отношения между Де Соусой и Хилем закончились в 2017 году.

## Фильмография
| Год             | Название                          | Роль             | Прим. |
| --------------- | --------------------------------- | ---------------- | --- |
| 2001            | Ночной Хулиан                     | в роли себя      | ведущий и режиссёр |
| 2002            | Моя совесть и я                   | Альфонсо         | |
| 2004            | Квартира 52                       | в роли себя      | ведущий и режиссёр |
| 2004            | Ящик проблем                      | садовник         | телефильм |
| 2006            | Решения                           | Эфраин           | |
| 2006–2007       | На всем протяжении                | Халькон          | |
| 2007–2008       | Загнанная                         | Панчо "Панчолон" | |
| 2007            | Райский остров                    | Армандо          | |
| 2007            | Моя обожаемая Малена              | Матео            | |
| 2008; 2010–2013 | Наша латиноамериканская красавица | в роли себя      | Guest Judge Celebrity Guest (Season 9 – Season 10) |
| 2008            | 100 x 35                          | Himself          | Presenter and director |
| 2008            | Валерия                           | Даниель Феррари  | |
| 2008            | Купленная любовь                  | Эстебан Рондеро  | |
| 2008            | Животы                            | Франческо        | |
| 2008            | Габриэль                          | доктор Бернардо  | - "Perdóname padre porque he pecado" (Season 1, Episode 1) - "Libranos de nuestros enemigos" (Season 1, Episode 2) - "El último amanecer" (Season 1, Episode 10) |
| 2009            | Колдовство                        | Улисес           | |
| 2009            | Храбрый                           | Лео Сото         | |
| 2010–2011       | Ева Луна                          | Леонардо         | гл. роль |
| 2011–2012       | Та, которую я не мог любить       | Бруно            | гл. роль |
| 2012            | Кто ты такой?                     | Фелипе           | гл. роль |
| 2013            | Секреты Люсии                     | Роберт           | гл. роль |
| 2014–2015       | До конца света                    | Патрисия         | гл. роль |
| 2015—present    | Спортивная республика             | в роли себя      | ведущий |
| 2016            | Мечта о любви                     | Эрнесто          | гл. роль |
| 2018–2019       | Любовь вне закона                 | Карлос           | гл. роль |
| 2020            | Медики, линия жизни               | Карлос           | камео |
| 2021            | Что не так с моей семьей?         | Карлос           | гл. роль |
| 2022            | Наследство                        | Просперо         | пост. роль |
| 2022–2023       | Садитесь, кто может               | в роли себя      | ведущий |
| 2023            | Сглаз                             | Герардо          | гл. роль |
| 2024            | Остров: экстремальный вызов       | в роли себя      | участник |